# Птичанская (Пуховичский район)
Птичанская (бел. Пціча́нская; до 1964 — Кобыличи, бел. Кабылічы) — деревня в Пуховичском районе Минской области Республики Беларусь. В составе Новосёлковского сельсовета.

## География
Расположена в 23 км на юго-запад от Марьиной Горки, 58 км от Минска, 20 км от железнодорожной станции Руденск на линии Минск — Осиповичи, около автомобильной дороги Негорелое — Пуховичи.

### Гидрография
На правом берегу реки Птичь (приток Припяти).

## История

### Ранняя история
Под названием Кобыличи упоминается в конце XVII века в составе Минского повета Минского воеводства Великого Княжества Литовского.
В XVII веке деревня принадлежала Янушу Быховцу. После смерти Януша Быховца в 1620 году фольварк был разрушен. Имущество перешло брату Януша Базылю Быховцу (?—1653), шляхетского рода Быховцев герба "Могила", происходившего из Смоленской земли. Базыль — виленский гродский писарь (1623—1632), имел братьев Януша и Александра Прокопия (умер 1646). Базыль был покровителем детей Януша. Владел имениями Толкачевичи, Шацк, Гребени, Дудичи с деревнями Теребели, Сергеевичи и Кобыличи, Бакшты, Сидоровичи в Минском воеводстве, и другими землями в Гродненском, Троцком и Лидском уездах.
В 1760 году (по другим данным в 1748) судья волковысский Владислав Быховец передал права на вечное пользование Дудичами вместе с фольварками Ковалевичи, Сергеевичи и Кобыличи дочери Казимира Александры Заренок-Грабовской, которая вместе с сестрой Елизаветой жила в Толкачевичах[2]. Принадлежали к имению Сергеевичи. Через вено принадлежали Прозорам, Франциску Букатому, Липским.
После второго раздела Речи Посполитой 1793 года в составе Российской империи. В 1816 году собственность Ржевуских, позже принадлежала Ельским. В начале XIX века в Игуменском уезде Минской губернии, есть часовня и корчма. На карте Шуберта середины XIX в. на месте современной деревни Птичанская (Кобыличи) было обозначено имение Кобыличи, а на месте деревни Пристань была деревня Кобыличи. После 1863 года владеет Петр Попов. В конце XIX века в Цитвянской волости. В 1889 году имением Кобыличи владел Иван Андреевич Бунге, шляхтич, лютеранин, было 400 десятин земли.
В 1910 году открытое народное училище.

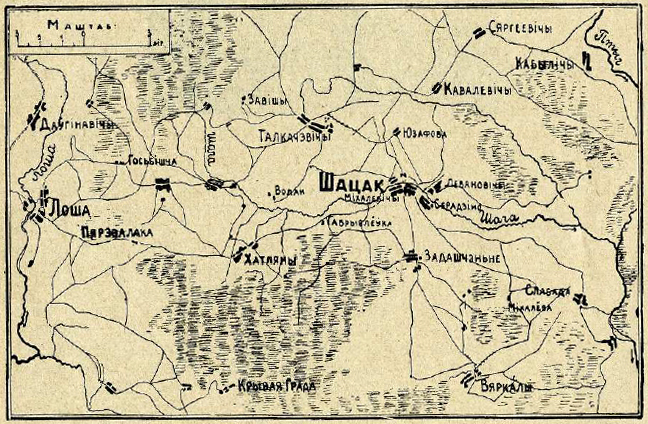
Карта околиц Шацка 1927 года, на которой обозначена деревня Кобыличи

### Новейшее время
С конца февраля 1918 года территория оккупирована войсками Германской империи. 25 марта 1918 года согласно Третьей Уставной грамоте волость провозглашена частью Белорусской Народной Республики. В декабре 1918 года занята Красной Армией, с 1 января 1919 года в соответствии с постановлением I съезда КП(б) Беларуси она вошла в состав Советской Белоруссии, с 27 февраля 1919 года — в ЛитБел ССР. Во время польско-советской войны в августе 1919—июле 1920 годов под оккупацией Польши (Минский округ ГУУЗ).
С 31 июля 1920 года в Белорусской ССР. Работала трудовая школа I степени, было 50 учеников в 1922 году. В 1930-х годах проведена коллективизация, создан колхоз «Пламя», была кузница.
Во Вторую мировую войну с конца июня 1941 года до начала июля 1944 года под оккупацией Германии. В 1943 году деревня была сожжена.
30 июля 1964 года деревня Кобыличи была переименована в деревню Птичанская.
До 29 июня 2006 года деревня входила в состав Горелецкого сельсовета.

## Население

### Численность
- 2019 год — 67 жителей

### Динамика
- 1816 год — 12 дворов, 80 жителей
- 1858 год — 45 ревизских душ
- 1897 год — 75 дворов, 229 душ мужского пола, 215 душ женского пола
- 1910 год — 101 двор, 613 жителей
- 1917 год — 112 дворов, 599 жителей
- 2002 год — 70 дворов, 131 житель
- 2009 год — 104 жителей (перепись населения)[5]
- 2012 год — 45 хозяйств, 85 жителей
- 2019 год — 67 жителей (перепись населения)

## Улицы
- Новая
- Садовая
- Центральная

## Достопримечательность
- Братская могила
- Курганный могильник — в 1,2 км на юго-восток от деревни, около Дайнова.

## Галерея

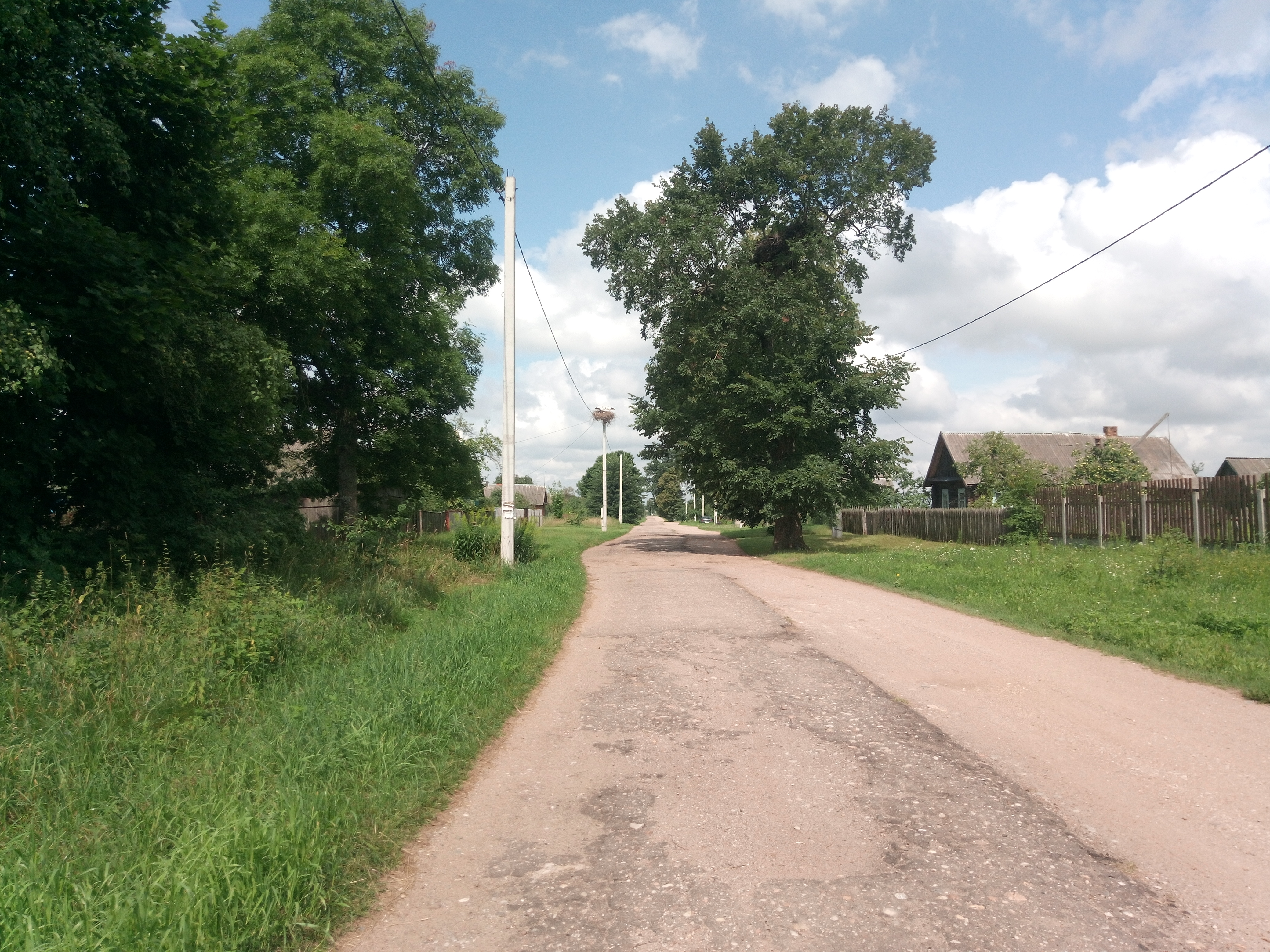
Центральная улица
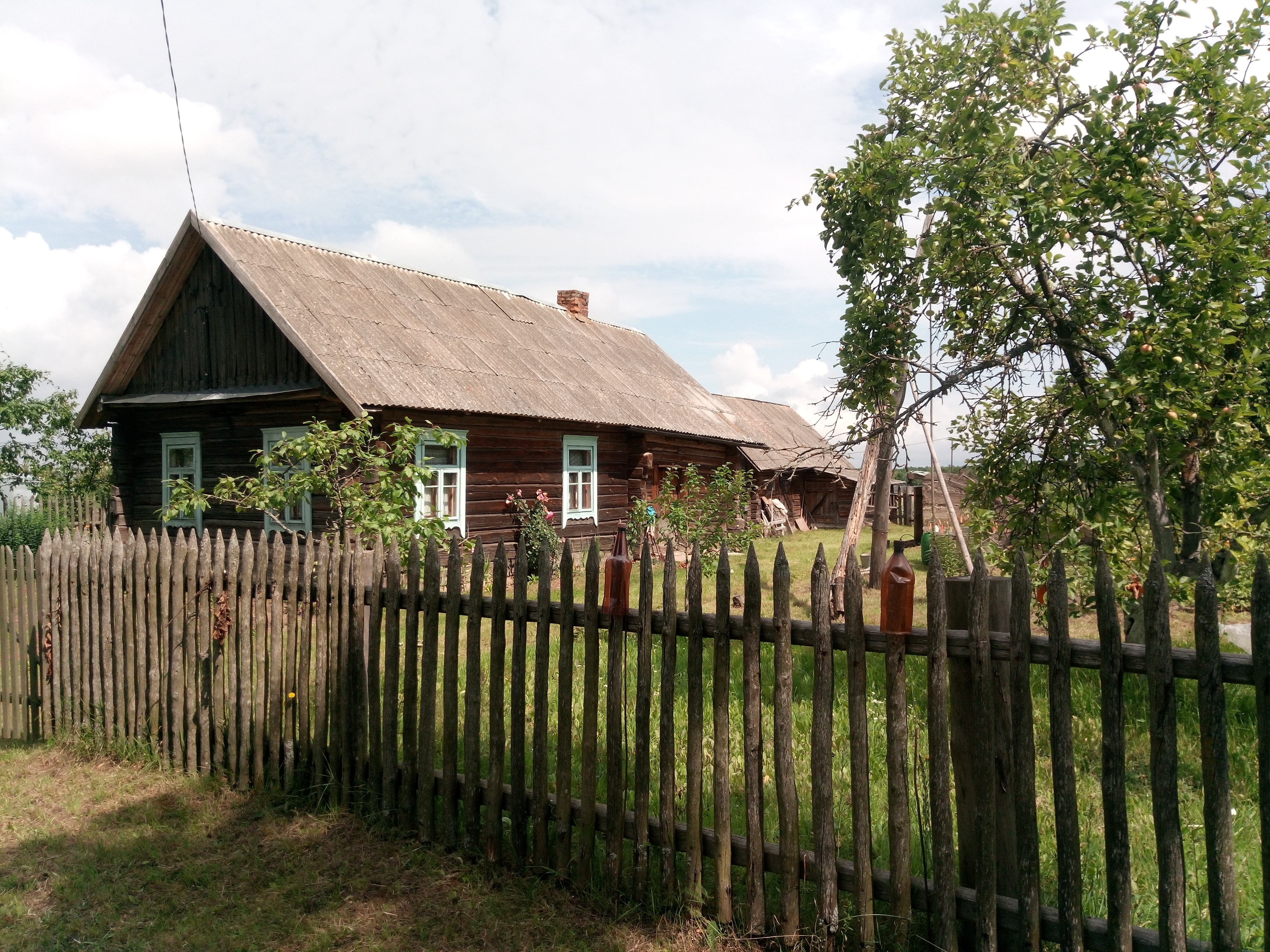
Дом на Центральной улице
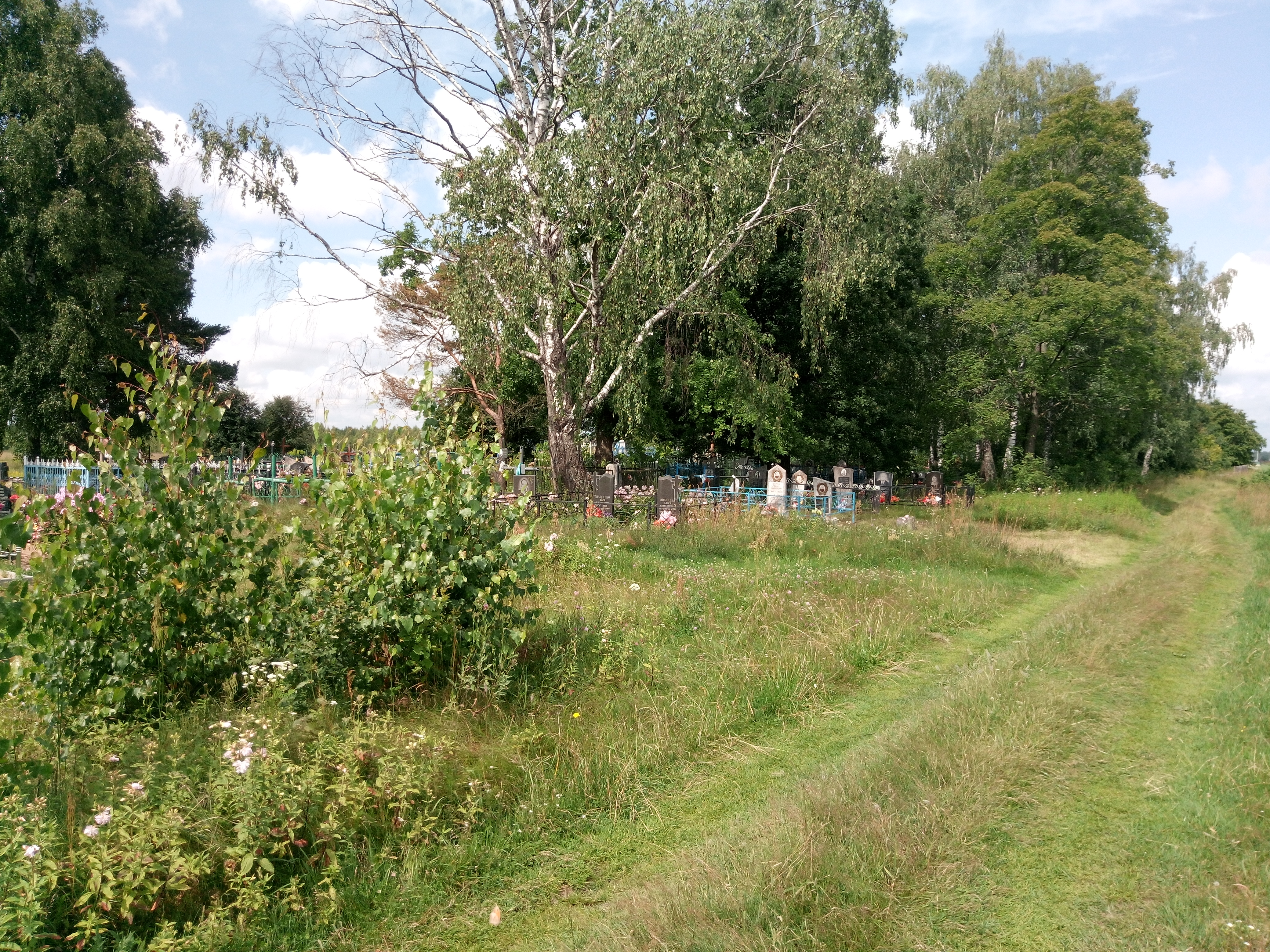
Военное кладбище